# Kenny Clements
Kenneth Henry "Kenny" Clements (Middleton, 1955. április 9. –) angol labdarúgó, pályafutása során az angol Manchester City, az Oldham Athletic, a Bury, a Shrewsbury Town és az ír Limerick hátvédje volt.

## Sikerek
Manchester City
- Az év játékosa: 1986